# Recques-sur-Hem

Recques-sur-Hem este o comună în departamentul Pas-de-Calais, Franța. În 1 ianuarie 2022 avea o populație de 671 de locuitori.